# Горне-Колибе
Горне-Колибе (серб. Горње Колибе / Gornje Kolibe) — село в общине Брод Республики Сербской Боснии и Герцеговины. Население составляет 933 человека по переписи 2013 года. До 1990 года называлось Колибе-Горне.